# Canadice (jezioro)
Jezioro Canadice – jezioro w Stanach Zjednoczonych, w stanie Nowy Jork, w hrabstwie Ontario. Jezioro jest najmniejszym z jezior regionu Finger Lakes, z powierzchnią równą 2,63 km².
Nazwa jeziora pochodzi z irokezyjskiego słowa ska-ne-a-dice, co oznacza długie jezioro (ang. long lake).

## Opis
Jezioro ma 2,63 km² powierzchni, maksymalna długość wynosi 4,8 km, maksymalna szerokość zaś – 0,48 km. Największa głębia jest równa 29 m. Jezioro położone jest 334 m n.p.m. Nad jeziorem nie leżą żadne miejscowości. 
Woda z jeziora jest używana jako źródło wody dla miasta Rochester. Dla ochrony czystości wody zakazane jest budowanie domów mieszkalnych wokół jeziora, zakazane jest również pływanie oraz rozbijanie obozów namiotowych bądź kempingów.

## Rekreacja
Na jeziorze dozwolone jest wędkarstwo rekreacyjne. Gatunki ryb, które rekreacyjnie są poławiane w jeziorze to m.in. palia jeziorowa, pstrąg tęczowy oraz salmo trutta. Departament Ochrony Środowiska stanu Nowy Jork corocznie zarybia jezioro owymi gatunkami ryb. Co kilka lat natomiast jezioro zarybiane jest łososiami szlachetnymi.